# 大木優紀
大木優紀（1980年12月12日—）是一位日本女性播報員，所屬電視台為朝日電視台。出身於千葉縣，身高158公分。
她和搞笑藝人ビビる大木有親戚關係。

## 略歷
出生於東京都中央區築地，但在千葉縣浦安市長大。她曾就讀於東洋英和女學院，從慶應義塾大學經濟學部畢業。2003年，進入朝日電視台工作，同期入社的還包括前田有紀等人。
2010年，她與一般男性結婚。2012年12月18日，發表已經懷孕五個月的消息，並在2013年5月26日時產下一女。
經過一年的產休期後，2014年3月31日於《超級J頻道》正式復歸。
2015年12月26日，她再產下一子。

## 個人
- 她於主播部內創立了「電視劇研究會」。
- 床邊置有被稱作的玩具熊，從小到大跟隨著她。

## 主持節目

### 現在主持節目
- 《超級J頻道》「きょうナビ」單元（2014年3月31日－，星期一至星期五）

## 電視廣告
- 朝日新聞、朝日電視台 合作CM （2009年2月4日－2月13日）
- 丸悅（日语：マルエツ）「朝日電視台精彩活動」
- 導航綜合網站NAVITIME（日语：NAVITIME）（於《烏合之眾PLUS（日语：やじうまプラス）內的單元「朝日電視台Info」播出）

## 同期入社主播
- 市川寬子（日语：市川寛子）
- 前田有紀
- 川松真一朗（日语：川松真一朗）

## 外部連結
- テレビ朝日  アナウンサーズ 大木優紀（页面存档备份，存于） （日語）
- 大木優紀的Facebook專頁
- 大木優紀的X（前Twitter）
- 大木ちゃん日記（页面存档备份，存于）